# La reine est morte (canon)
La reine est morte est une chanson française en forme de canon à trois voix.

## Paroles
La reine est morte et il faut la pleurer.

Quatre officiers l'ont enterrée.

Adieu c'en est fait.

## Liens contextuels
- Chanson traditionnelle française
- Canon